# Jessica Umaña
Jessica María Umaña Solís (San José, 2 de enero de 1988) es una modelo ex-reina de belleza costarricense que participó en Miss Universe 2009. Estudió la carrera de administración de empresas y enseñanza de idioma inglés.

## Biografía
Umaña Solís nació en San José, el 2 de enero de 1988.

## Miss Costa Rica 2009
Se realizó el 27 de marzo de 2009, en el Auditorio Nacional del Museo de los Niños en San José. En la edición 54° de dicho concurso María Teresa Rodríguez Miss Costa Rica 2008 coronó a Jessica Umaña, con lo que ganó el derecho a participar en el certamen Miss Universe 2009.
Jessica estuvo atrapada en grandes polémicas debido a que aumentó de peso, se rumora que ella clasificaría debido a que era favorita, pero por aumentar de peso perdió toda posibilidad.
El 16 de abril de 2010 cedió el título de reina a Marva Wright quien fue elegida Miss Costa Rica 2010.
| Predecesor: -                      | Representación de San José 2009 | Sucesor: Giselle Aragón |
| Predecesor: María Teresa Rodríguez | Miss Costa Rica 2009            | Sucesor: Marva Wright   |